# Captain Cold
Captain Cold, de son vrai nom Leonard Snart, est un super-vilain et anti-héros fictif apparaissant dans les comic books américains publiés par DC Comics. Créé par John Broome et Carmine Infantino, le personnage fait sa première apparition dans Showcase n°8 en juin 1957.
Captain Cold est le chef des Lascars (« The Rogues » en anglais), une association criminelle, ainsi que le frère aîné de Lisa, surnommée Golden Glider. Adversaire des différents super-héros ayant incarné le Flash, il a été l’un des ennemis de Barry Allen, ennemi et parfois allié (à contrecœur) de Wally West, et l’un des meurtriers de Bart Allen. À la suite du reboot des New 52, Captain Cold est un vilain qui, avec son équipe des Lascars, vit selon un code : ne jamais tuer. Il peut parfois être perçu comme un héros.
La liste d’IGN, le Top 100 des « Comic Book Villains Of All Time », classe Captain Cold n°27. L’acteur Wentworth Miller a joué le personnage dans les séries télévisées de la CW : The Flash et Legends of Tomorrow.

## Biographie fictive
Leonard Snart a été élevé par un père violent, un ancien flic devenu alcoolique, et s’est réfugié auprès de son grand-père qui travaillait avec un camion frigorifique. À la mort de son grand-père, Snart est fatigué des mauvais traitements de son père et se lance dans une carrière criminelle. Il se joint à un groupe de petits voleurs et participe à l’élaboration d’un braquage, pour lequel on lui remet une arme et une visière pour protéger ses yeux. Cette visière sera plus tard adaptée et intégrée à son costume de vilain. Il ajoutera plus tard un récepteur radio pour capter les échanges des forces de police et surveiller leurs allées et venues. Snart et les autres petites frappes sont capturés par le Flash (à l'époque Barry Allen) et emprisonnés. Snart décide de travailler en solo, mais sait qu’il doit trouver un moyen de stopper le héros local, Flash.
Il lit un article qui théorise que les émissions d’énergie d’un cyclotron pourraient interférer avec la vitesse du Flash. Il dessine les plans d’une arme basée sur ce système et entre par effraction dans un laboratoire travaillant dans ce domaine pour finaliser son arme expérimentale. Alors qu’il termine son expérience, un garde de la sécurité le surprend. Pensant effrayer le garde avec son arme, il appuie par inadvertance sur la détente et découvre que son arme a été altérée d’une manière qu’il n’avait pas imaginé. L’humidité dans l’air autour du garde se gèle. Intrigué par ce résultat, Snart s’habille alors d’une parka, porte une visière et se surnomme Captain Cold – l’homme qui maîtrise le zéro absolu. Snart se lance alors dans une série de crimes non mortels et devient l'un des plus célèbres et constants ennemis de Flash.
Mais après la mort de Barry Allen durant Crisis on Infinite Earths, Captain Cold devient un chasseur de primes avec sa sœur Lisa, Golden Glider. Cold tente ainsi d'abandonner sa vie criminelle mais revint bien vite à ses mauvaises habitudes, devenant cette fois un des vilains s’opposant à Wally West.
Les Lascars sont assemblés pour la première fois quand un autre ennemi du Flash, Gorilla Grodd les fait évader de prison pour distraire le Flash. Golden Glider qui avait abandonné sa carrière de chasseuse de primes, crée son propre costume et fait équipe avec une bande de voyous. Déjà ébranlée par la mort de son amant Top (en), il semble que la mort supposée de son frère l’ai poussé à bout. Elle finit par se faire tuer par le vilain Chillblaine. Son meurtre pousse Captain Cold à le chasser, le torturer et le tuer en le poussant du haut d’un bâtiment après l’avoir gelé. Peu de temps après, Snart est accusé d’une série de meurtres qu’il n’a pas commis. Le nouveau Mister Element (en) assassine plusieurs officiers de la police en simulant les effets de l’arme de Captain Cold. Snart et Flash finissent par découvrir qui est le responsable. À la suite de la mort de sa sœur, et après avoir tué Chillblaine et Mr. Element pour se venger, Cold redevient un criminel sans remords.
Captain Cold a été nommé chef des Lascars. Son adresse et son expérience ont fait de lui un leader fort respecté par Weather Wizard (en) et les nouveaux Trickster, Maître des Miroirs et Captain Boomerang. Len semble avoir pris le jeune Captain Boomerang, Owen Mercer, sous son aile, après que le précédent a été tué lors des évènements de Crise d'Identité. Des journaux auraient annoncé la possibilité que Golden Glider est la mère de Mercer, faisant de lui le neveu de Captain Cold. Mais cela se révélera faux. Il fut dévoilé que la véritable mère d’Owen Mercer était Meloni Thawne (it) qui est aussi la mère de Bart Allen.
Traditionnellement, Captain Cold est motivé par trois facteurs : l’argent, les femmes et le désir de battre Barry Allen. Bien qu’il ne soit pas aussi débauché que Captain Boomerang l’avait été, Len Snart a l’œil pour les dames, en particulier les mannequins. À la mort de Barry Allen, Captain Cold a dérivé pendant un moment, allant et venant entre commettre des crimes ou rendre la justice. Il a été capturé par le Manhunter et a servi quelque temps dans la Suicide Squad, il a travaillé avec sa sœur comme chasseur de primes (Golden Snowball Recoveries), et avec son ami de longue date Heat Wave (en), il rencontre Fire (en) et Ice (en) de la Justice League. Au fil des années, il a fait équipe avec différents vilains en dehors de Lascars. Cela inclus Catwoman et la Société Secrète des Super Vilains (en).
Dans Flashpoint (comics), son homologue est un héros.

### One Year Later
Dans l’arc narratif de 2006, « One Year Later », les Lascars sont approchés par Inertia (Thaddeus Thawne) avec un plan pour tuer le Flash (Bart Allen). Bien qu’Inertia ai été battu, Captain Cold, Weather Wizard, Heat Wave, le Maître des Miroirs et Abra Kadabra (en) ont tué Bart grâce à leurs armes élémentaires. Heat Wave, Weather Wizard et Cold semblent exprimer de la culpabilité après avoir appris l’identité du Flash et son jeune âge.

### Salvation Run
Captain Cold est l’un des vilains exilés dans la mini-série de 2007-2008, Salvation Run avec les autres Lascars.

### Final Crisis: Rogues' Revenge
Dans la mini-série de 2008, Final Crisis: Rogues' Revenge, Captain Cold et les Lascars rejoignent brièvement la Société Sécrète des Super Vilains de Libra. Mais ils finissent par rejeter l’offre de Libra, souhaitant rester hors du jeu. Avant qu’ils puissent se retirer, ils découvrent la fuite d’Inertia et décident de rester dans le coin pour pouvoir se venger d’avoir été utiliser. Cold et son groupe sont défiés par une nouvelle bande de Lascars formée par Libra pour les remplacer. Le nouveau groupe, ayant enlevé le père de Cold, défie les Lascars mais sont battus et tués. Cold parle alors à son père de la souffrance qu’il a enduré à cause de ses mauvais traitements et du destin de sa sœur. Après que l’aîné Snart l’ai insulté, lui et sa mère, Cold le frappe mais s’avère incapable de le tuer. C’est finalement Heat Wave qui s’en chargera. Les Lascars ont leur confrontation avec Inertia, malgré l’interférence de Zoom et Libra, et le tuent. Libra leur dévoile alors qu’il a besoin des Lascars car Barry Allen est revenu de la mort, et que les Flashs sont une menace pour Darkseid et lui. Bien que choqué par la nouvelle du retour d’Allen, Cold rejette à nouveau son offre. Après s’être regroupé, Cold et les autres Lascars décident de continuer leurs activités.

### Blackest Night
Dans Blackest Night de 2009-2010, les Lascars réalisent que les corps des Lascars morts ont disparu. Captain Cold sait que sa sœur, Golden Glider, est parmi les Black Lanterns réanimés mais il doit mener les Lascars contre les zombies. Il affronte le Black Lantern Glider qui tente d’utiliser son amour pour sa sœur contre lui. Cependant, Captain Cold réussit à contrôler suffisamment ses sentiments pour la combattre et la geler dans un bloc de glace. Il tue aussi Owen Mercer avec son père Black Lantern quand il découvre qu’Owen nourrissait son père avec de la chair humaine en pensant que cela lui rendrait la vie. Juste avant, il informe Owen que les Lascars ne tuent pas les femmes et les enfants.

### The New 52
Dans la nouvelle ligne temporelle issue de la relance des New 52 de 2011, Captain Cold est réintroduit comme un homme plus jeune que la version précédente et les Lascars vivent selon un code : ne jamais tuer. Son origine reste identique, cependant, sa sœur Lisa n’a jamais été Golden Glider et se retrouve mourante d’un cancer. En apprenant que l’hôpital n’a pas assez d’énergie pour alimenter le laser qui pourrait lui sauver la vie, à cause d’un EMP qui semble avoir été causé par le Flash, Cold le blâme pour tout ce qui lui est arrivé. Il décide de briser les règles de leur « jeu » et de tuer le Flash. Captain Cold subit des expériences qui lui donnent des pouvoirs de méta-humains basés sur la glace, incluant la capacité de ralentir les molécules autour de lui, créant un champ d’inertie qui réduit la vitesse de Flash à un niveau humain. Ce champ permet à Captain Cold de le toucher et le battre sans effort. Les Lascars et lui sont prêts à revenir.

### DC Rebirth
Lors du DC Rebirth, Snart et les Lascars apparaissent pour la première fois lors d’un cameo. Ils sont en train de regarder les informations montrant l’apparition de nombreuses personnes possédant le pouvoir de super-vitesse dans toute la ville. Snart lance qu’il est temps pour les Lascars de quitter Central City pour un temps. Visuellement les Lascars semblent avoir conservé leur apparence des New 52.
Snart et les Lascars font leur véritable apparition dans The Flash n°15, où ils tentent de voler une statue en or de grande valeur du dieu Mercure. Le Flash arrive pour les stopper, mais ils s’avèrent être des constructions du Maître des Miroirs prouvant que les Lascars peuvent commettre toute une série de crimes dans tout Central City. C’est dans The Flash n°17 que Flash réussira à stopper Captain Cold qui est derrière toute l’affaire.

## Personnalité
Captain Cold est une crapule sympathique et un voyou à l'ancienne, qui persiste à ne tuer qu'en dernier recours (ou dans certains cas par vengeance comme pour l'assassin de sa sœur). Malgré son look coloré, c'est un criminel en col bleu qui a toujours été moins théâtral que ses collègues, les Lascars dont il est récemment devenu le chef. Homme très dur en apparence, Captain Cold a cependant fait preuve à plusieurs reprises de compassion et même de respect à l'encontre des Flash.

## Apparitions dans d'autres médias

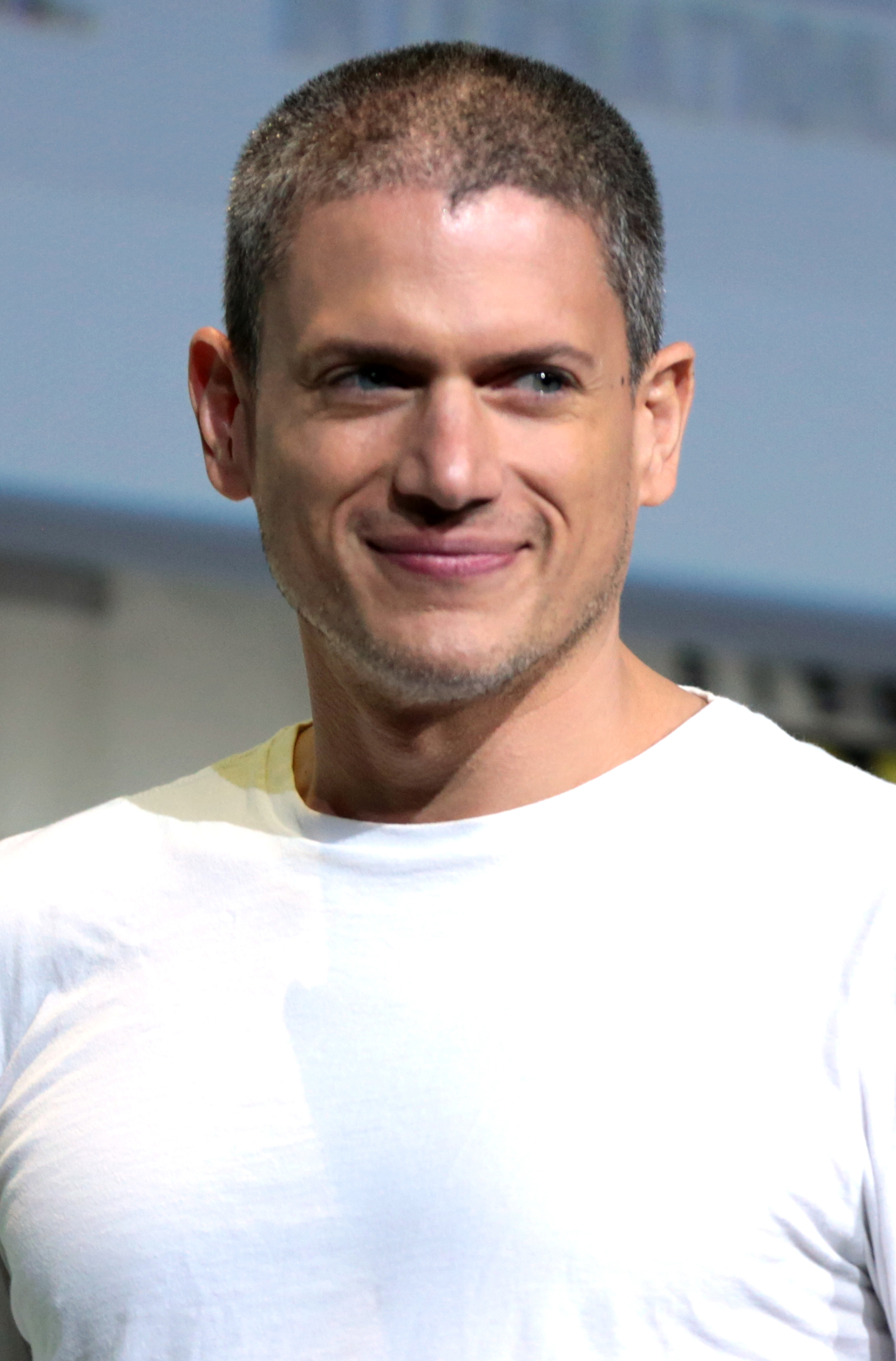
Wentworth Miller incarne Captain Cold dans les séries du Arrowverse

Sauf indication contraire, les informations mentionnées dans cette section peuvent être confirmées par la base de données cinématographiques IMDb,  présente dans la section « Liens externes ».

### Télévision
- 1990-1991 : Dans la série télévisée Flash des années 1990, il est joué par Michael Champion (VF : Marcel Guido) et porte le nom de Capitaine Glaçon dans la version française. Vêtu d'un trench coat, il y est un tueur à gages albinos armé d'un canon à glace, engagé pour éliminer Flash qui le vaincra en retournant le rayon de son arme contre lui[13].
- 2011 : Smallville : Dans L'arc d'Orion (Prophecy)[14], Captain Cold apparaît furtivement à la réunion de la Legion of Doom de Toyman. Il est choisi pour éliminer Impulse.

Interprété par Wentworth Miller dans le Arrowverse
- 2014-2019 : Flash saisons 1 à 4 et 6 (série télévisée) – Cette version est plus dangereuse que celle des comics, et n'hésite pas à tuer ceux qui se mettent en travers de son chemin. Barry parvient toutefois à l'adoucir et à trouver un compromis pour qu'il puisse poursuivre ses activités criminelles sans faire de victimes, et n'hésite pas à lui demander son aide à plusieurs reprises lorsqu'il est confronté à un problème grave.
- 2016-2021 : Legends of Tomorrow  saisons 1 à 3 et 7 (série télévisée) – Captain Cold est recruté par Rip Hunter qui cherche à former une équipe pour contrer les agissements de Vandal Savage. Il périt à la fin de la première saison pour sauver l'équipe.
- 2019 : Batwoman saison 1 épisode 9 (série télévisée) lors du crossover Crisis on Infinite Earths.

### Séries d'animation
- Dans les Super Friends, Captain Cold est membre de la Legion of Doom.
- La Ligue des justiciers (Justice League puis Justice League Unlimited, Paul Dini, Bruce Timm, 2001-2006) avec Lex Lang (VF : Jean-François Aupied)

Captain Cold est apparu une seule fois dans l'épisode "Gloire éphémère" de La Ligue des justiciers. Il s'y allie au Maître des Miroirs, au Trickster et à Captain Boomerang afin d'éliminer Flash à l'occasion de l'ouverture d'un musée à son honneur. Si la place du chef est plutôt dévolue à Mirror Master, Cold conserve son caractère renfrogné et reste le plus terre-à-terre et le plus raisonnable de la bande malgré ses problèmes domestiques assez risibles. 
- Batman : L'Alliance des héros avec Steve Blum (VF : Michel Vigné)
- La Ligue des Justiciers : Nouvelle Génération (Young Justice, Greg Weisman, Brandon Vietti, 2010-) avec Alan Tudyk (VF : Michel Vigné)

### Films
Animations
- 2008 : La Ligue des justiciers : Nouvelle Frontière (VF : Michel Vigné ; VO : James Arnold Taylor) : Cette version apparaît chauve et habillée de blanc. Il tente de cambrioler un casino à Vegas avant que le Flash (Barry Allen) le stoppe.
- 2009 : Superman/Batman : Ennemis publics (VF : Jean-Claude Donda ; VO : Michael Gough) : Dans le film, Captain Cold travaille avec Killer Frost, Icicle et Mr. Freeze pour gagner la prime offerte pour Superman. Ils attaquent et battent Batman, mais sont eux-mêmes battus par la vision laser de Superman.
- 2013 : Leonard Snart apparaît dans La Ligue des justiciers : Le Paradoxe Flashpoint (VO : Danny Jacobs). Au début du film, Captain Cold et les Lascars attaquent le Flash (Barry Allen) mais le Professeur Zoom les trahit et piège le groupe en fixant une bombe sur chacun d'entre eux. Quand la Justice League arrive et neutralise les bombes, Wonder Woman utilise une des armes de Cold pour geler sa ceinture et arracher la bombe pour le sauver. Dans la ligne temporelle modifiée de Flashpoint, Citizen Cold est un homologue super-héros.
- 2014 : Captain Cold apparaît dans Les Aventures de la Ligue des justiciers : Piège temporel (VF : Michel Vigné ; VO : Corey Burton). Il est un membre de la Legion of Doom.

### Jeux vidéo
- 2010 : Batman : L'Alliance des héros (VO : Steven Blum).
- 2011 : DC Universe Online (VO: Ryan Wickerham).
- 2012 : Lego Batman 2: DC Super Heroes (contenu supplémentaire) (VO : Steven Blum).
- 2017 : Injustice 2 : Captain Cold y apparaît comme personnage jouable (VO : C. Thomas Howell).

### Autres
- Dans Hero Corp, le nom de "Captain Cold" est repris pour un des personnages dans la saison 1 de cette série française humoristique dont les protagonistes sont des super-héros.